# Amantadin
Amantadin je látka bránící množení některých virů, lze ji použít k profylaxi chřipky (antivirotikum). Potlačuje též některé projevy parkinsonismu (antiparkinsonikum). Předpokládá se ovlivnění různých mediátorů (acetylcholinu, dopaminu, glutamátu). Podává se v počátečních fázích nemoci či v pozdních obdobích s výraznými poruchami hybnosti, v těžkých případech je možné i infuzní podání.
Podle amerického centra CDC však sezónní chřipka H3N2 a pandemická chřipka z roku 2009 ukázaly resistenci (odolnost) proti tomuto léku. Není tedy už v těchto případech dále doporučován jako léčivo.
V populárním seriálu Dr. House vlivem Amantadinu a dopravní nehody zemře Wilsonova přítelkyně Amber Volakis.